# Zdenko Knez
Zdenko Knez, slovenski ekonomist, * 3. maj 1903, Ljubljana, † 1. maj 1993, Ljubljana.

## Življenjepis
Knez je leta 1923 diplomiral na dunajski Visoki šoli za svetovno trgovino. Prvo službo je opravljal v Amsterdamu, se 1925 vrnil domov, kjer se je zaposlil pri očetu Ivanu, veletrgovcu in podjetniku v Ljubljani. Kasneje se je osamosvojil, vodil trgovino z žitom in delal kot borzni posrednik Ljubljanske borze ter hkrati vodil Združene opekarne, reorganiziral in saniral je tovarno čevljev Peko v Tržiču. Leta 1944 je bil interniran v koncentracijsko taborišče Dachau, po vrnitvi se je zaposlil pri Državnem revizijskem zavodu v Beogradu in nato kot računovodski strokovnjak pri raznih ministrstvih LRS. Od leta 1953 do 1959 je bil predavatelj na Ekonomski fakulteti v Ljubljani. Leta 1983 se je odselil v Kanado.

## Delo
Knez se je ukvaral predvsem z računovodstvom. O tem je objavil več knjig v slovenščini in srbohrvaščini, med njimi tudi: Osnovni kontni razpored (1948) in Knjigovodstvo osnovnih sredstev (1951). Uveljavil se je tudi kot strokovni prevajalec in stalni sodni tolmač, prevajal pa je tudi leposlovna dela. Bil je tudi prvi predsednik Društva znanstvenih in tehničnih prevajalcev Slovenije (1960-63). V Ljubljani je ustanovil Prevajalno pisarno.